# Rhypodes stewartensis
Rhypodes stewartensis är en insektsart som beskrevs av Robert L. Usinger 1942. Rhypodes stewartensis ingår i släktet Rhypodes och familjen fröskinnbaggar. Inga underarter finns listade i Catalogue of Life.